# Jahrmarktsrummel
Jahrmarktsrummel (Originaltitel: State Fair) ist eine US-amerikanische Filmkomödie von Henry King aus dem Jahr 1933. Das Drehbuch basiert auf dem Roman State Fair von Philip Stong.  

## Handlung
Der Farmer Abel Frake aus Iowa will mit seiner Familie über das Wochenende zu einem Jahrmarkt. Er geht mit dem Ladenbesitzer Fred Cramer eine Wette ein, dass sein Eber Blue Boy den ersten Preis gewinnen wird und somit jeder in seiner Familie ein schönes Wochenende haben wird, dass nichts Schlechtes passieren wird und alle sicher heimkommen. Abels Frau Melissa will einen Hackbraten bei einem Kochwettbewerb präsentieren. Abel veredelt ihn heimlich mit einem Schuss Brandy. Melissa hat das Gefühl, dass am Hackbraten etwas fehlt. Als niemand zugegen ist, gibt sie einen guten Schuss Brandy hinzu. Tochter Margy ist verärgert, dass ihr langjähriger Freund Harry Ware nur noch mit seinem Milchgeschäft beschäftigt ist. Sie fährt zum Jahrmarkt mit und verspottet ihren Bruder Wayne, dass seine Freundin Eleanor einen interessanteren Mann finden wird.
Auf dem Jahrmarkt wirkt Abels Eber apathisch und lustlos. Wayne zeigt beim Ringewerfen großes Talent, was den Budenbesitzer verärgert. Er begegnet der  Trapezkünstlerin Emily Joyce und sie verbringen Zeit miteinander. Auf der Achterbahn lernt hingegen die einsame Margy den Reporter Pat Gilbert kennen. Am nächsten Tag wird Blue Boy aktiv, als die Sau Esmeralda vorbeigeführt wird. Margy und Pat wollen keine Beziehung eingehen, sondern Freunde bleiben. Nachdem Pat mit einem der Juroren gesprochen hat, gewinnt Melissa den Kochwettbewerb. Der Juror wird später nach dem Genuss des Bratens krank. Nach dem Besuch eines Kutschenrennens spazieren Margy und Pat durch die Wälder und gestehen sich ihre Liebe füreinander. Zur gleichen Zeit wird Wayne von Emily verführt. Beim Start der Schweine-Zuchtschau ist Blue Boy immer noch lustlos, doch als er Esmeralda sieht, wird er vital und gewinnt den ersten Preis.
Drei Nächte hat Wayne mit Emily verbracht. Er hat sich in sie verliebt und will sie heiraten, doch sie teilt ihm mit, dass sie sich nicht mehr sehen würden. Pat hat seine Ansicht geändert und will Margy heiraten. Sie weigert sich, weil sie glaubt, Pat werde mit einer Frau allein nicht glücklich. Sie zieht ein weniger aufregenderes, aber dafür ausgefülltes Leben mit Harry vor. Auf der Rückfahrt weint Margy, Wayne hat schlechte Laune. Zu Hause besucht Wayne Eleanor, um sich zu trösten. Fred Cramer bemerkt die grüblerische Margy und befragt sie nach dem Jahrmarkt. Zur gleichen Zeit ruft Pat aus der Nähe an. Überglücklich stürzt sie aus dem Haus. Abel gewinnt seine Wette, weil nun alle glücklich sind. Margy sucht Pat auf der Straße. Im Regen fallen sie sich glücklich in die Arme.

## Hintergrund
Der Originaltitel des Films State Fair ist eine Bezeichnung für alljährliche Landwirtschaftsschauen der US-Bundesstaaten, die sich nach und nach zu Jahrmärkten entwickelten.
Der Film der Fox Film Corporation wurde größtenteils in Des Moines, Iowa, gedreht. Nur die Farmszenen wurden in Kalifornien gedreht. Für die „Rolle“ des Blue Boy wurde der Gewinner des Schweinerennens des Des Moines State Fair 1932, Dike of Rosedale, engagiert.
Die Premiere des Films fand am 26. Januar 1933 in New York statt. Die deutsche Erstaufführung erfolgte am 10. November 1933 im Berliner Titania-Palast.
Nach dem Zweiten Weltkrieg wurde der Film in Deutschland weder im Kino noch im Fernsehen wiederaufgeführt.
2014 wurde der Film in das National Film Registry aufgenommen.
Das Studio produzierte zwei Remakes des Films mit gleichem Originaltitel, die eher Filmmusicals sind. 1945 inszenierte Walter Lang den Film Jahrmarkt der Liebe mit Jeanne Crain und Dana Andrews. 1962 folgte Texas-Show von José Ferrer mit Ann-Margret und Pat Boone.

## Kritiken
Das Branchenblatt Variety meinte, Henry King habe den „Geist der einfachen Geschichte auf angenehme Weise eingefangen“. Die Produktion habe „natürlichen Charme“ und den „Vorzug der Aufrichtigkeit“.

## Auszeichnungen
1934 erhielt der Film zwei Oscar-Nominierungen als Bester Film und für das Beste adaptierte Drehbuch.